# Mănăstirea Dochiaru

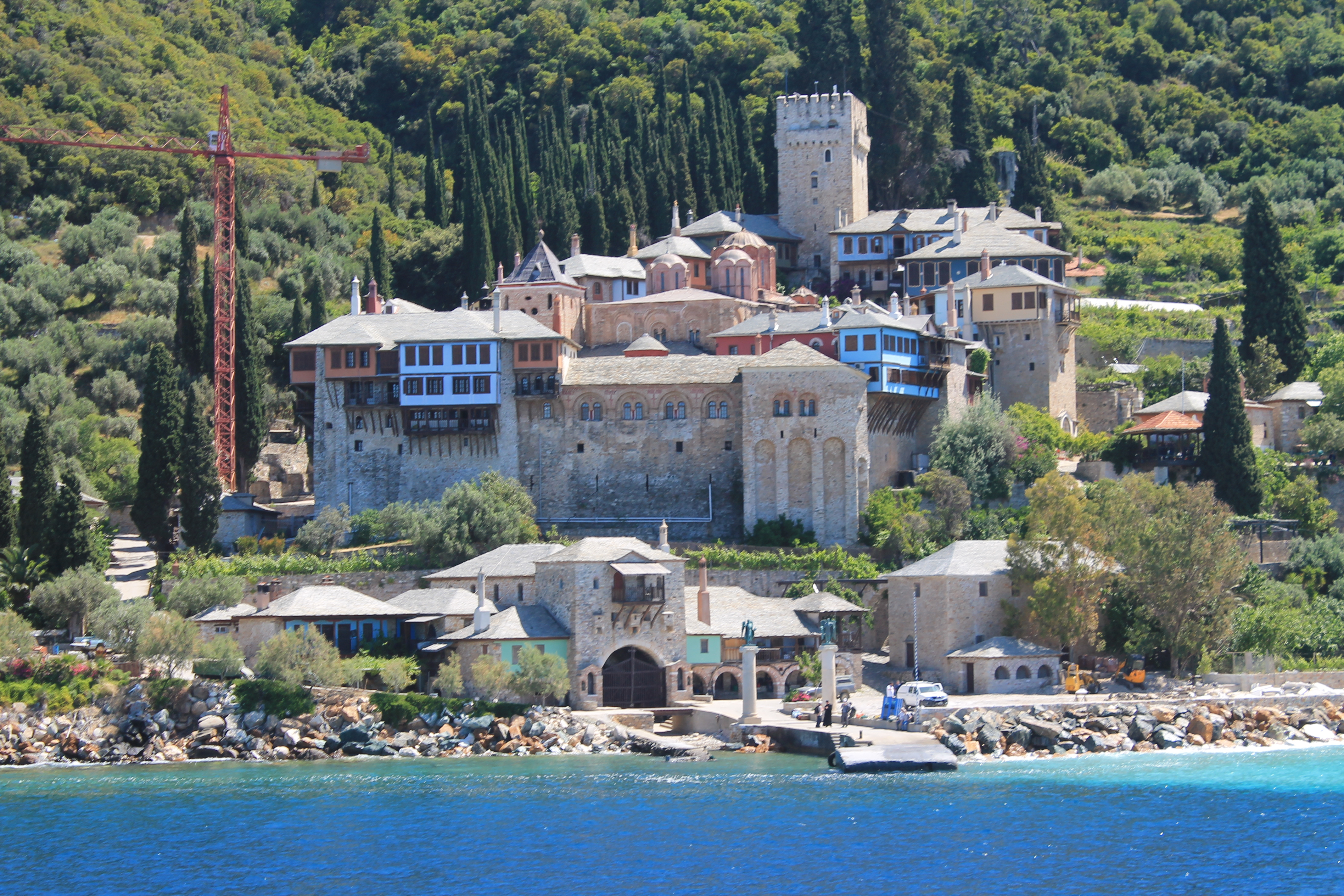
Mănăstirea Dochiaru

Mănăstirea Dochiaru (în greacă Δοχειαρίου) este a zecea mânăstire în ordinea ierarhică de pe Muntele Athos și a fost ridicată între 1030-1032. Biserica mânăstirii a fost construită prin binefacerea voievodului Alexandru Lăpușneanu în 1568. În timpul Războiului de independență al Greciei, Mânăstirea Dochiaru și-a pierdut toate proprietățile.

## Istorie și legendă
În anii împărăției lui Nechifor al III-lea Votaniatu, a sihăstrit în Muntele Sfânt, la așezarea Dafini, călugărul Eftimie cu ucenicii lui. Mai târziu, din cauza invaziei sarazinilor, au fost nevoiți să plece și să se așeze la așezarea unde se găsește astăzi mânăstirea Dochiaru. Aceștia au ridicat acolo mănăstirea.
Lui Eftimie i-a urmat nepotul lui, Neofit. Acesta avea bogăție mare, pe care a donat-o pentru ridicarea unei biserici și pentru a asigura mănăstirea cu ziduri de apărare și turnuri. Era însă mâhnit pentru că banii nu au fost îndeajuns pentru pictarea bisericii. A cerut atunci ajutorul lui Dumnezeu, iar acesta i-a răspuns prin următoarea minune:
La șaizeci de mile depărtare de Sfântul Munte, în insula Logos mânăstirea avea o capelă (paraclis), iar lângă acesta se găsea o coloană veche cu inscripția: „Cel care mă va lovi în cap, o să găsească aur din belșug”.
Mulți au încercat aruncând cu pietre în vârful icoanei, dar fără rezultat. Cândva, un tânăr de douăzeci de ani, lucrător la paraclisul mănăstirii, după ce s-a gândit mult, a decis să sape la locul unde cădea umbra vârfului coloanei cu soarele dinspre răsărit. Pe când săpa, a găsit o placă de marmură, iar mai jos, sub  aceasta, o cutie plină cu galbeni.
Fericit de descoperire, acoperi cutia și aleargă la mănăstire. Părintele Neofit a chemat trei călugări, cărora le-a spus să-l însoțească pe acest tânăr către mănăstirea Dochiaru, care avea nevoie de bani pentru a fi pictată. Călugării nu au rezistat ispitei. I-au legat tânărului marmura de gât și l-au aruncat peste bord. Pe când se îneca, tânărul a cerut ajutorul Sfinților Arhangheli Mihail și Gavriil, iar aceștia, asemenea vulturilor cu aripi de aur, l-au apucat din apă și l-au dus fulgerător în biserica mănăstirii Dochiaru. Între timp, călugăarii cei lacomi au împărțit aurul și l-au ascuns în afara mânăstirii.
Tânărul, din cauza fricii a înghețat și a adormit în biserică. Când a venit timpul slujbei utreniei și s-a dus ipodiacul să deschidă biserica, a văzut înăuntru pe tânăr și s-a înfricoșat. Acesta a cerut ajutorul părintelui Neofit și așa s-a aflat adevărul.
Când părintele Neofit i-a întâlnit pe cei trei călugări, i-a întrebat unde este comoara, iar aceștia i-au răspuns că tânărul îi înșelase, că ei l-au mustrat și au plecat. Chemându-i în biserică pentru a-I mulțumi lui Dumnezeu, călugării rămân așa de uluiți la vederea tânărului, încât le-a pierit graiul. Egumenul i-a mustrat și a adus toată comoara la mănăstire. După aceia i-a dat afară pentru totdeauna, iar pe tânăr l-a tuns călugăr. Biserica a pictat-o în cinstea Sfinților Mihail și Gavriil.
În interiorul bisericii, pe peretele din dreapta sunt pictați ctitorii Alexandru Lăpușneanu, doamna Ruxandra și fiii lor, care au rezidit biserica din temelie și au răscumpărat moșiile mănăstirii, răpite de turci. În pridvor este îngropat Teofan al II-lea, Mitropolitul Moldovei și Sucevei, care și-a petrecut aici ultimii ani din viață.
Mănăstirea Dohiariu a fost ajutată și de domnitorii români Vlad Călugărul, Radu cel Mare și Radu Paisie.

## Vezi și
- Icoana Maicii Domnului Grabnic Ascultătoare de la Mănăstirea Dohiariu

## Legături externe
- Mănăstirea Dohiariu- Sfântul Munte Athos Arhivat în 19 mai 2010, la Wayback Machine.

1. ↑  „Mănăstirea Dohiariu – Athos | Doxologia”. doxologia.ro. 4 noiembrie 2015. Accesat în 30 septembrie 2024.
2. ↑  „Mănăstirea Dohiariu și ajutoarele românești – Pelerinajul părintelui Cleopa la Sfântul Munte | Doxologia”. doxologia.ro. 15 martie 2015. Accesat în 30 septembrie 2024.
3. ↑  „Sfântul Munte Athos - Mănăstirea Dohiariu”. www.munteleathos.com. Arhivat din original la 21 februarie 2024. Accesat în 30 septembrie 2024.